# Fondation Panafricaine Ki-Yi
Le Dojo Ki-Yi de Werewere-Liking créé en 1983 devient la Villa Ki-Yi en 1984 où s’installe le Ki-Yi Théâtre de Marie-José Hourantier et Werewere-Liking,. En 1985, Werewere-Liking transforme la troupe en groupe Ki-Yi Mbock et la Villa en Village Ki-Yi, lieu de vie et de travail qui sera agréé comme « Centre Panafricain de Formation Ki-Yi » par le Ministère de la Culture en 1997. Depuis 2001 le centre s’est constitué en une fondation artistique et culturelle nommée « Fondation Panafricaine Ki-Yi», pour la formation à la création et au développement par la culture. Ki-Yi Mbock signifie « l’ultime savoir de l’univers » en Bassa, la langue maternelle de la fondatrice.

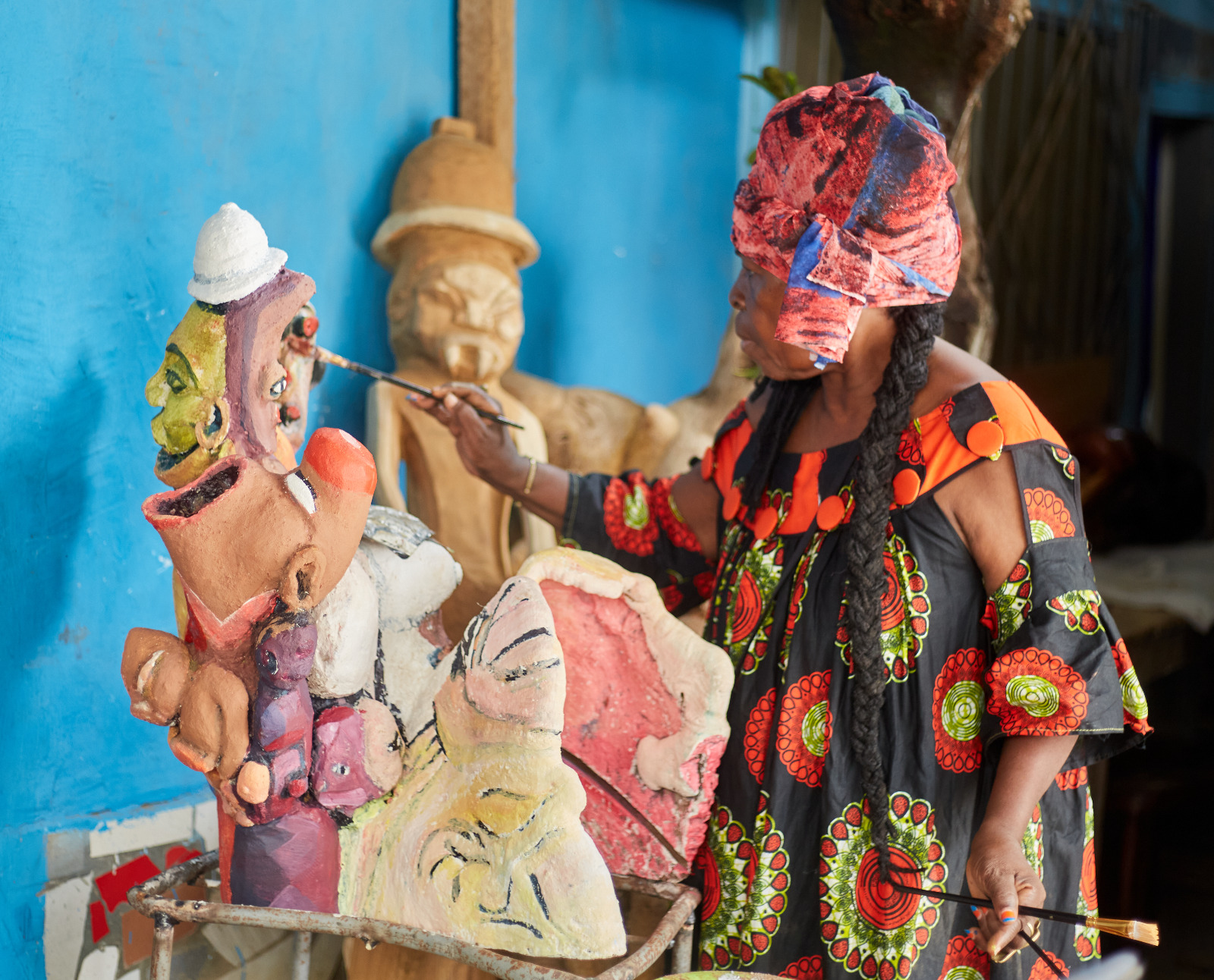
Werewere-Liking

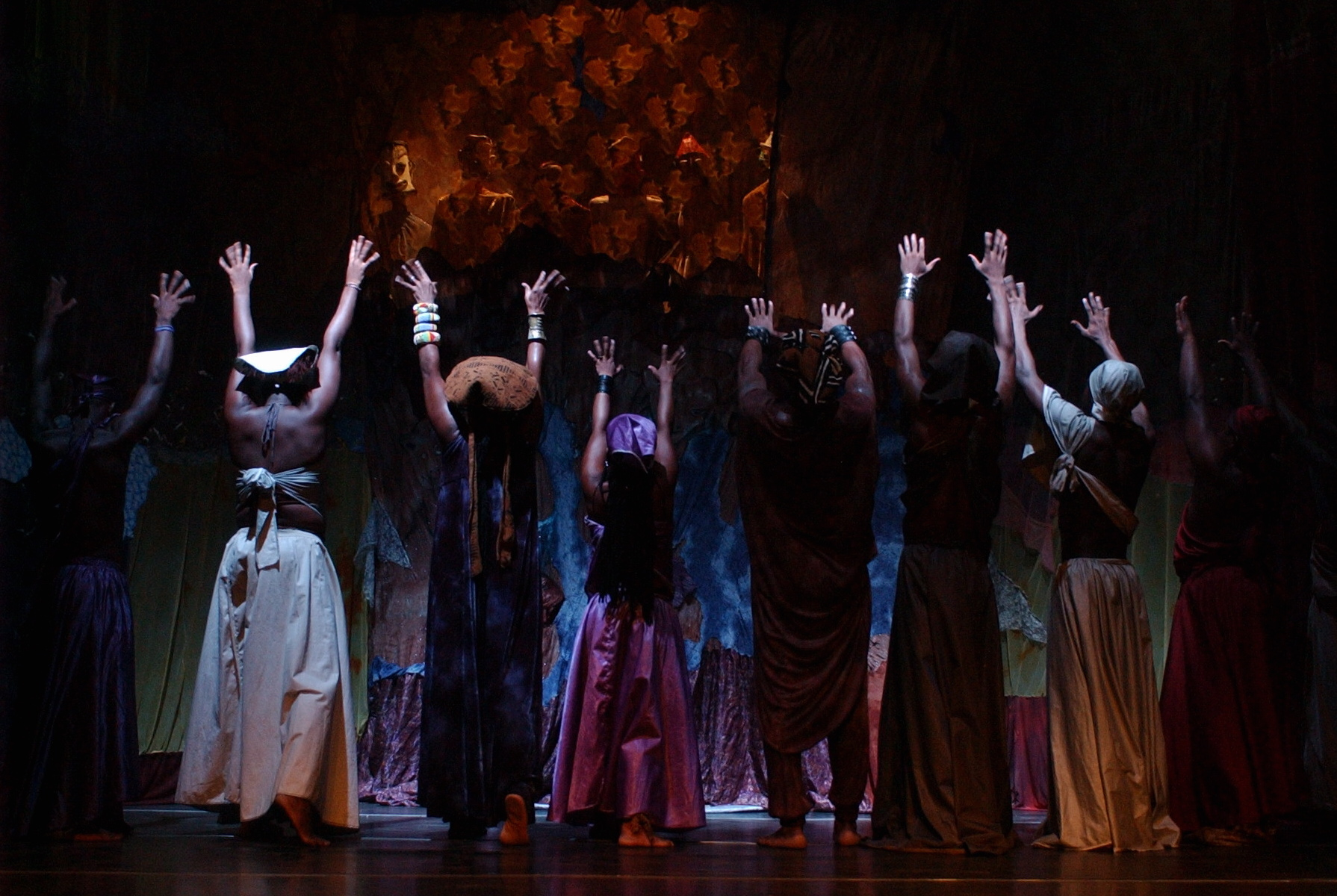
Sogolon - Spectacle Ki-Yi

## Description
Véritable mosaïque culturelle, le Village Ki-Yi est devenu un véritable temple des arts et de la culture : Spectacles, expositions, conférences, ateliers, etc. C’est un lieu où l’on apprend à la fois la danse, le chant, le théâtre, les instruments, la peinture, la sculpture, les arts martiaux, l’entrepreneuriat et biens d’autres métiers culturels et artistiques. 
Il a à son actif plus d’un millier de jeunes formés aux métiers artistiques et techniques y afférentes. Des artistes tels que Bomou Mamadou, Boni Gnaoré, Nserel Njock et ses Reines Mères, Bassa Bomou, Massidi Adiatou, Pape Gnepo et sa « Tribu d’Etoiles », Honakami Tapé, Niamba Bacome, Dobet Gnaoré, Manou Galo, Soro Badressa et ses « Ivoire Marionnettes », Tébédé Gnepo de Côte d’Ivoire, Sam Bapes du Cameroun, King Mensah du Togo, Ebawade du Bénin, Sari Boulonda du Burkina Faso sans oublier les plus jeunes générations comme les groupes Kiff No Beat, All Black, Nafassi créés par des jeunes nés au Village Ki-Yi.
Bien plus qu’un simple centre de formation artistique, le Village Ki-Yi est une véritable école de vie.

## Pièces
- 1981 : Orphée-Dafric
- 1986 : Les Cloches
- 1987 : Dieu Chose
- 1990 : Singue Mura
- 1991 : Percus perçues
- 1992 : Un touareg s'est marié à une pygmée
- 1993 : Berceuses d'éveil
- 1994 : Les Nuages de terre, de Daniel Danis, en co-création avec Les Deux Mondes (Montréal)
- 2006 : Sogolon l'épopée panafricaine